# 若栗駅
若栗駅（わかぐりえき）は、富山県黒部市若栗にある富山地方鉄道本線の駅である。駅番号はT33。

## 歴史
- 1922年（大正11年）11月5日：黒部鉄道の駅として開業。
- 1943年（昭和18年）
  - 1月1日：富山県内の全鉄道会社が富山電気鉄道を中心とする富山地方鉄道（地鉄）に統合され、同社の黒部線となる。
  - 11月11日：旧黒部鉄道の路線は600Vから1500Vへの昇圧とプラットホーム改修等の工事が完了し、電鉄富山駅からの直通運転が開始された[1]。

## 駅構造
単式ホーム1面1線を持つ地上駅。木造駅舎を有する無人駅である。かつての貨物側線が残存している。

## 利用状況
「統計黒部」によると、2019年度の一日平均乗降人員は61人であった。乗降人員の推移は以下の通りである。
| 年度   | 一日平均 乗降人員 |
| ------ | ----------------- |
| 2003年 | 75                |
| 2004年 | 75                |
| 2005年 | 76                |
| 2006年 | 77                |
| 2007年 | 64                |
| 2008年 | 64                |
| 2009年 | 63                |
| 2010年 | 63                |
| 2011年 | 65                |
| 2012年 | 66                |
| 2013年 | 67                |
| 2014年 | 63                |
| 2015年 | 67                |
| 2016年 | 63                |
| 2017年 | 65                |
| 2018年 | 65                |
| 2019年 | 61                |
| 2020年 | 51                |
| 2021年 | 47                |
| 2022年 | 53                |

## 駅周辺
周囲は田園地帯である。
- 黒部市立若栗小学校
- 若栗簡易郵便局

## 隣の駅
富山地方鉄道
■本線
■アルペン特急・■特急
通過
■急行（上りのみ運転）・■普通
舌山駅 (T32) - 若栗駅 (T33) - 栃屋駅 (T34)